# Okres Waldenburg
Okres Waldenburg (německy Bezirk Waldenburg), je jedním z 5 okresů v kantonu Basilej-venkov ve Švýcarsku. Administrativním centrem okresu je Waldenburg.

## Geografie
Okres Waldenburg se nachází v horní části údolí Frenkental, známého také jako Waldenburgtal, v kopcovité krajině, která je součástí předhůří Jury. Je to nejvenkovštější okres v kantonu a stojí v ostrém kontrastu s městským okresem Arlesheim. Podle počtu obyvatel je okres Waldenburg nejméně lidnatý z okresů Basileje-venkova, avšak zároveň má druhou největší rozlohu, což z něj činí nejméně hustě osídlenou část kantonu.

## Seznam obcí
| Znak        | Název obce  | Počet obyvatel (31. 12. 2022) | Rozloha (km²) | Hustota zalidnění (obyv./km²) |
| ----------- | ----------- | ----------------------------- | ------------- | ----------------------------- |
| Arboldswil  | Arboldswil  | 591                           | 3,47          | 170                           |
| Bennwil     | Bennwil     | 659                           | 6,53          | 101                           |
| Bretzwil    | Bretzwil    | 749                           | 7,33          | 102                           |
| Diegten     | Diegten     | 1636                          | 9,64          | 170                           |
| Eptingen    | Eptingen    | 563                           | 11,18         | 50                            |
| Hölstein    | Hölstein    | 2609                          | 6,03          | 433                           |
| Lampenberg  | Lampenberg  | 546                           | 4,01          | 136                           |
| Langenbruck | Langenbruck | 965                           | 15,66         | 62                            |
| Lauwil      | Lauwil      | 317                           | 7,30          | 43                            |
| Liedertswil | Liedertswil | 163                           | 1,94          | 84                            |
| Niederdorf  | Niederdorf  | 1791                          | 4,41          | 406                           |
| Oberdorf    | Oberdorf    | 2426                          | 6,21          | 391                           |
| Reigoldswil | Reigoldswil | 1560                          | 9,25          | 169                           |
| Titterten   | Titterten   | 413                           | 3,71          | 111                           |
| Waldenburg  | Waldenburg  | 1099                          | 8,32          | 132                           |
| Celkem (15) | Celkem (15) | 16 087                        | 104,99        | 153                           |